# نيغرو
نيغرو (بالإنجليزية:Negro) تترجم إلى زنجي هو مصطلح يستخدم تاريخيًا للإشارة إلى الأشخاص الذين يعتبرون من أصل أفريقي أسود. تعني كلمة نيغرو اللون الأسود باللغتين الإسبانية والبرتغالية، وأضيف المصطلح في اللغة الإنجليزية من هذهِ اللغتين. قد يعتبر المصطلح على أنه مسيء أو غير مؤذ أو محايد تمامًا، ويعتمد ذلك إلى حد كبير على المنطقة أو البلد التي يُستخدم فيها.

## باللغة الإنجليزية

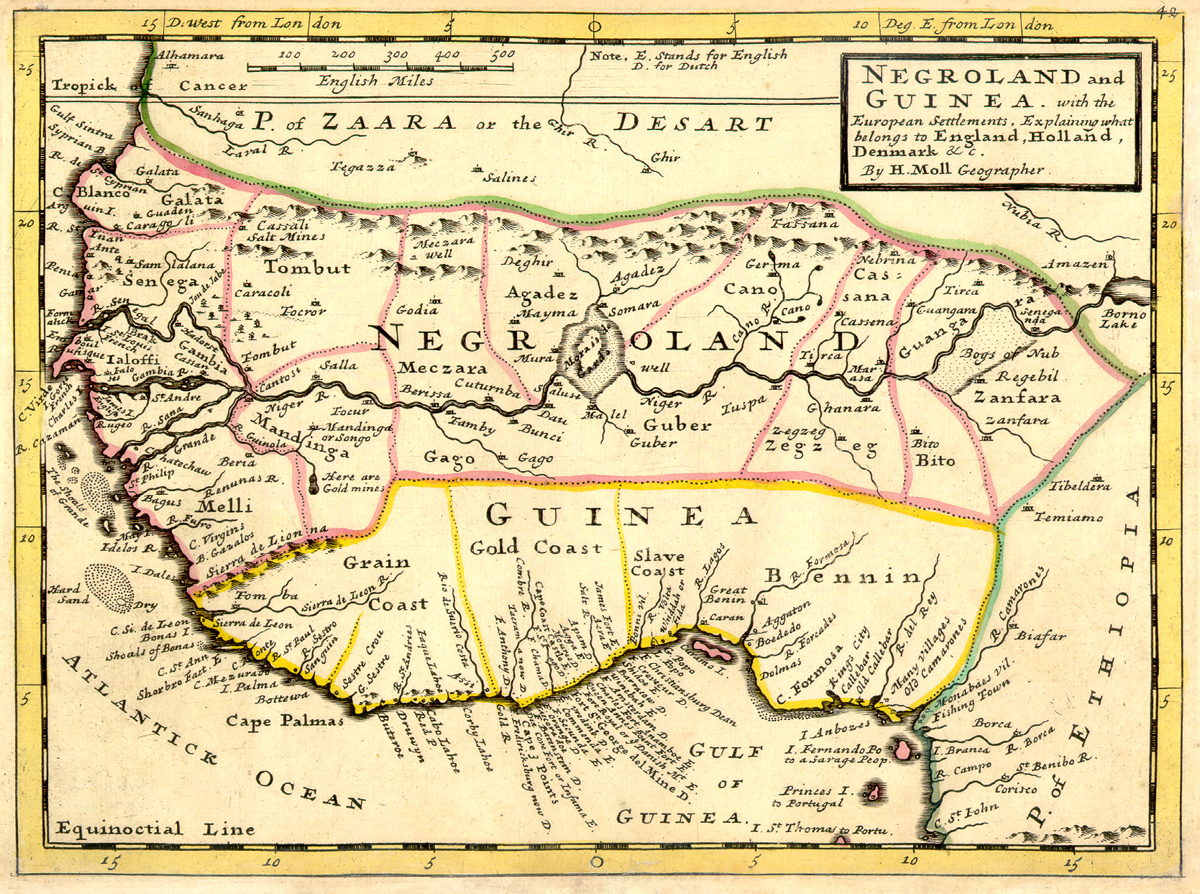
خريطة أوروبية لغرب إفريقيا ، ١٧٣٦. تم تضمين تسمية الخرائط القديمة ل Negroland.

حوالي عام 1442، وصل البرتغاليون لأول مرة إلى جنوب إفريقيا أثناء محاولتهم إيجاد طريق بحري إلى الهند. مصطلح نيغرو، الذي يعني حرفيًا «الأسود»، استخدمها الإسبان والبرتغاليون كوصف بسيط للإشارة إلى شعوب البانتو التي واجهوها. يشير نيغرو إلى «أسود» بالإسبانية والبرتغالية، مشتقة من الكلمة اللاتينية النيجر ، والتي تعني الأسود ، والتي ربما تكون نفسها من جذر Proto-Indo-European * nek w - ، "to be dark"، أقرب إلى * nok w - ، «ليل». تم استخدام لفظ نيغرو أيضًا لشعوب غرب إفريقيا في الخرائط القديمة المسمى Negroland أو أرض النيغرو، وهي منطقة تمتد على طول نهر النيجر.
من القرن الثامن عشر إلى أواخر الستينيات، كان الزنجي (المكتوب لاحقًا بحروف كبيرة) يعتبر المصطلح المناسب باللغة الإنجليزية للأشخاص من أصل أفريقي أسود. وفقًا لقواميس أكسفورد، فإن استخدام هذه الكلمة «يبدو الآن قديمًا أو حتى مسيئًا في كل من الإنجليزية البريطانية والأمريكية».
تم استخدام الشكل الأنثوي المحدد للكلمة، Negress نيغريس (أحيانًا بأحرف كبيرة)، في بعض الأحيان. ومع ذلك، فقد انتهى استخدامها تمامًا.

### الولايات المتحدة

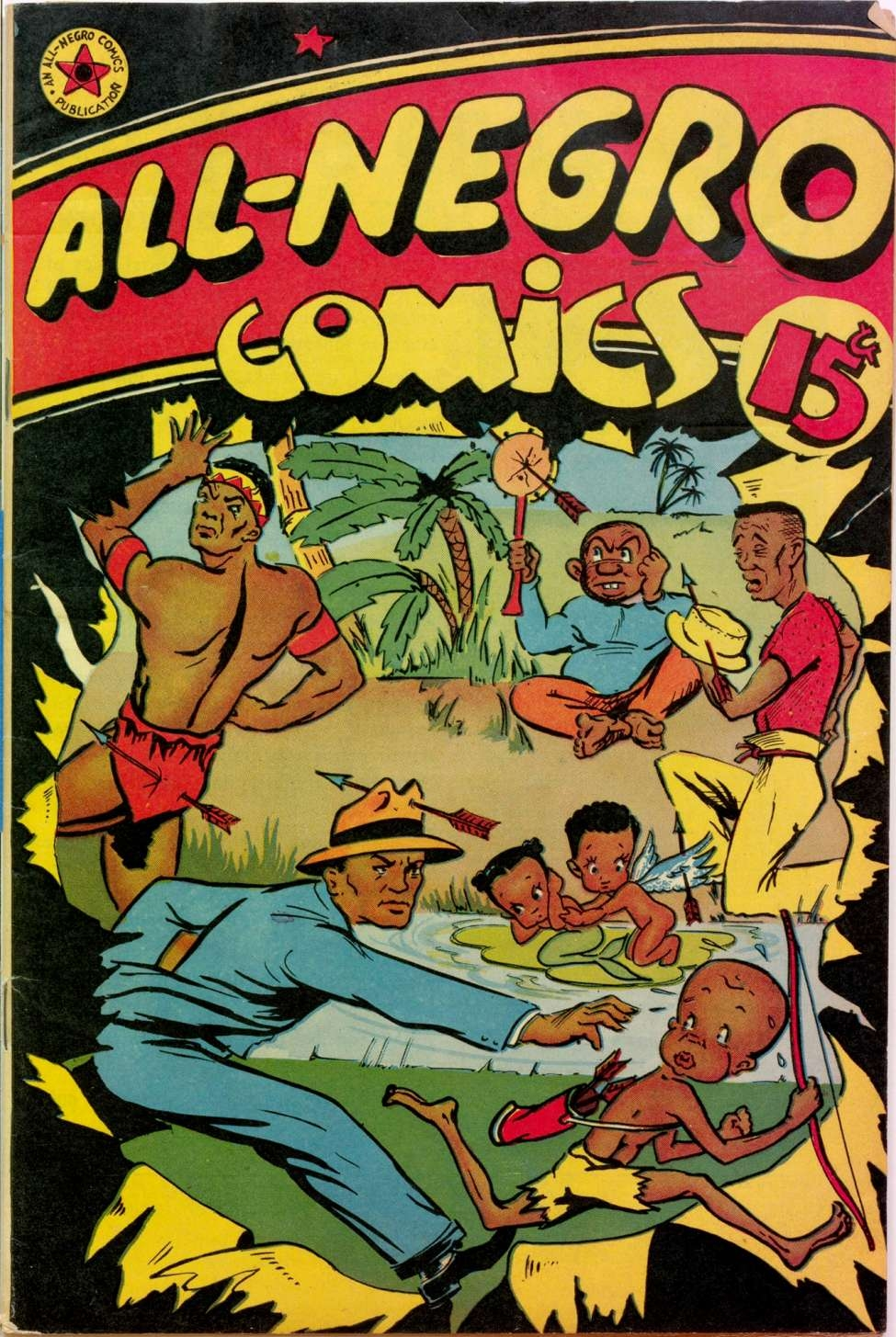
تنوع انتشار "الزنجي" كمستخلص في اللغة الإنجليزية الأمريكية. كانت All-Negro Comics عبارة عن مختارات هزلية لعام 1947 كتبها كتاب أمريكيون من أصل أفريقي وتضم شخصيات سوداء.

حلت كلمة نيغرو محل كلمة الملونين باعتبارها أكثر الكلمات تهذيبًا للأميركيين الأفارقة في وقت كان يُعتبر فيه لفظ الأسود هو الأكثر هجومًا.[بحاجة لمصدر أفضل]  في أمريكا الاستعمارية في القرن السابع عشر، كان مصطلح الزنجي أيضًا، وفقًا لأحد المؤرخين، يستخدم لوصف الأمريكيين الأصليين. نص كتاب جون بيلتون أونيل قانون الزنوج لساوث كارولينا (1848) على أن «مصطلح الزنجي يقتصر على العبيد الأفارقة (البربر القدماء) وذريتهم. فهي لا تشمل سكان إفريقيا الأحرار، مثل المصريين أو المغاربة أو الآسيويين الزنوج، مثل اللاسكار.»  تأسست أكاديمية الزنوج الأمريكية عام 1897 لدعم تعليم الفنون الحرة. استخدم ماركوس غارفي الكلمة في أسماء المنظمات القومية والأفريقية السوداء مثل الرابطة العالمية لتحسين الزنوج (تأسست عام 1914)، والعالم الزنجي (1918)، وشركة مصانع الزنوج (1919)، وإعلان حقوق الشعوب الزنوج في العالم (1920). تم قبول الزنجي كلفظ معتاد كاسم أجنبي واسم محلي، حتى أواخر الستينيات، بعد حركة الحقوق المدنية اللاحقة. أحد الأمثلة هو تعريف مارتن لوثر كينج الابن بأنه نيغرو أو زنجي في خطابه الشهير «لدي حلم» عام 1963.
ومع ذلك، في أواخر الخمسينيات وأوائل الستينيات من القرن الماضي، بدأ انتقاد كلمة نيغرو Negro على أنها فرضت من قبل البيض، ولها دلالات على التبعية العرقية وUncle Tomism . في المقابل، يشير مصطلح أسود إلى الفخر والقوة ورفض الماضي. لقد تجذرت أولاً في الجماعات الأكثر تشددًا مثل المسلمين السود والفهود السود، وبحلول عام 1967، دفع زعيم SNCC Stokeley Carmichael للتخلي عن الزنوج . بعد أعمال الشغب في نيوارك في صيف عام 1967، تم تحديد ما بين ثلث إلى نصف الشباب من الذكور السود الذين شملهم الاستطلاع في نيوارك على أنهم سود. :499فضل مالكولم إكس مصطلح الأسود على الزنجي، لكنه بدأ أيضًا في استخدام مصطلح الأفرو أمريكان بعد مغادرة حركة أمة الإسلام.
منذ أواخر الستينيات، كانت هناك مصطلحات أخرى مختلفة أكثر انتشارًا في الاستخدام الشائع. ومن بين هؤلاء السود ، والأفارقة السود ، والأفرو-أمريكيون (المستخدمة من أواخر الستينيات إلى التسعينيات) والأمريكيين من أصل أفريقي. فقدت كلمة الزنجي شعبيتها في أوائل السبعينيات. ومع ذلك، وجد العديد من الأمريكيين الأفارقة الأكبر سنًا في البداية أن مصطلح أسود أكثر هجومًا من الزنجي.
لا يزال المصطلح نيغرو مستخدمًا في بعض السياقات التاريخية، مثل الأغاني المعروفة باسم Negro Spirits ، والبطولات الزنجية للبيسبول في أوائل ومنتصف القرن العشرين، ومنظمات مثل United Negro College Fund. لا تزال المجلة الأكاديمية التي تنشرها جامعة هوارد منذ عام 1932 تحمل عنوان Journal of Negro Education ، لكن البعض الآخر تغير: على سبيل المثال، أصبحت جمعية دراسة الحياة والتاريخ الزنوج (تأسست عام 1915) جمعية لدراسة الحياة الأفرو-أمريكية والتاريخ في عام 1973، وهي الآن جمعية دراسة الحياة والتاريخ الأمريكيين من أصل أفريقي؛ أصبح إصدارها The Journal of Negro History هو The Journal of African American History في عام 2001. أطلقت مارجو جيفرسون عنوان كتابها لعام 2015 Negroland: A Memoir لاستحضار نشأتها في الخمسينيات والستينيات من القرن الماضي في الطبقة العليا من الأمريكيين من أصل أفريقي.
أدرج مكتب الإحصاء في الولايات المتحدة الزنجي في تعداد 2010 ، جنبًا إلى جنب مع السود والأمريكيين من أصل أفريقي ، لأن بعض الأمريكيين السود الأكبر سنًا ما زالوا يتعرفون على المصطلح. استخدم الإحصاء الأمريكي التجمع «أسود، أمريكي من أصل أفريقي، أو زنجي». تم استخدام Negro في محاولة لتضمين الأمريكيين الأفارقة الأكبر سنًا الذين يرتبطون ارتباطًا وثيقًا بهذا المصطلح. في عام 2013، أزال التعداد المصطلح من أشكاله واستبياناته. تم حظر المصطلح أيضًا من قبل بعض أرشيفات الصحف.

### ليبيريا
يحد دستور ليبيريا الجنسية الليبيرية من الزنوج (انظر أيضًا قانون الجنسية الليبيرية). الأشخاص من أصول عرقية أخرى، حتى لو عاشوا لسنوات عديدة في ليبيريا، يُحرمون من أن يصبحوا مواطنين في الجمهورية.

## بلغات أخرى

### اللغة الإسبانية
في الإسبانية، negro (negra المؤنث) هو الأكثر شيوعًا للون الأسود، ولكن يمكن استخدامه أيضًا لوصف الأشخاص ذوي البشرة الداكنة. في إسبانيا والمكسيك وجميع أمريكا اللاتينية تقريبًا، الزنجي (أحرف منخفضة، حيث لا يتم كتابة الأسماء العرقية بشكل عام في اللغات الرومانسية) يعني فقط `` اللون الأسود '' ولا يشير في حد ذاته إلى أي عرقية أو عرق ما لم يكن هناك سياق إضافي متوفر. كما هو الحال في اللغة الإنجليزية، غالبًا ما تُستخدم هذه الكلمة الإسبانية مجازيًا وسلبيًا، لتعني «غير منتظم» أو «غير مرغوب فيه»، كما هو الحال في mercado negro («السوق السوداء»). ومع ذلك، في معظم البلدان الناطقة بالإسبانية، يشيع استخدام الزنوج والنيجرا للإشارة إلى الشركاء أو الأصدقاء المقربين.

### جزر الهند الشرقية الإسبانية

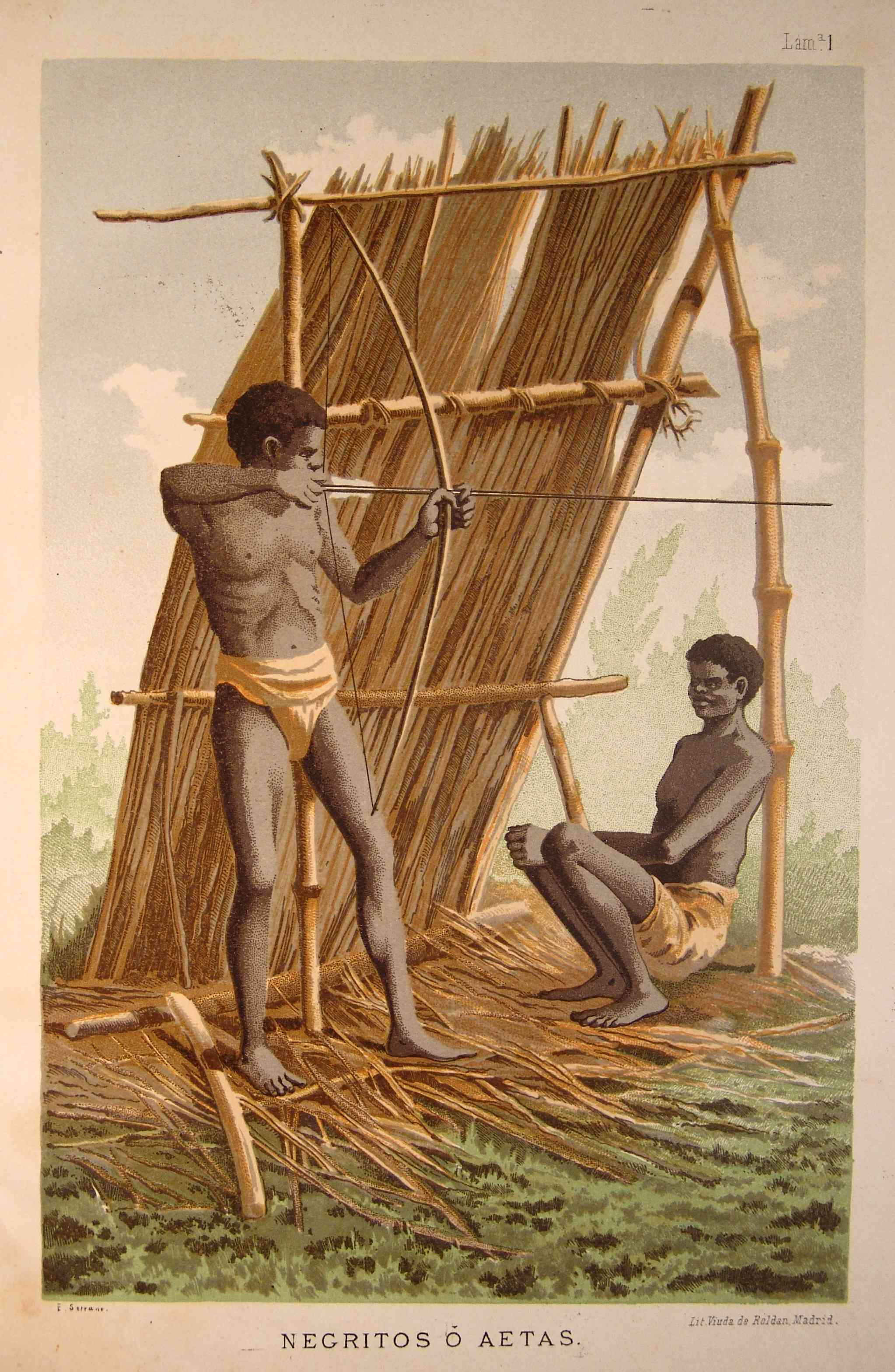
رسم توضيحي "Negritos o Aetas" في Bosquejo Geográfico e Histórico-natural del Archipielago Filipino (Ramón Jordana y Morera ، 1885)

في الفلبين، التي لم يكن لها تاريخياً أي اتصال تقريبًا بتجارة الرقيق في المحيط الأطلسي، لا يزال المصطلح المشتق من الإسبانية Negro (Negra المؤنث) يستخدم بشكل شائع للإشارة إلى السود، وكذلك للأشخاص ذوي البشرة الداكنة (كلاهما أصلي وأجنبي). كما هو الحال في اللغة الإسبانية، ليس لها دلالات سلبية عند الإشارة إلى السود. ومع ذلك، يمكن أن يكون الأمر مزعجًا إلى حد ما عند الإشارة إلى لون بشرة الفلبينيين الأصليين الآخرين بسبب معايير الجمال التقليدية. يقتصر استخدام مصطلح اللون الأسود على العبارات أو الأسماء الإسبانية.
Negrito (Negrita المؤنث) هو أيضًا مصطلح يستخدم في الفلبين للإشارة إلى مختلف المجموعات العرقية الأصلية ذات البشرة الداكنة والتي انحدرت جزئيًا من الهجرات المبكرة من أسترالو-ميلانيزيا. تشمل هذه المجموعات عيتا، وآتي، ومامانوا، وباتاك، من بين آخرين. على الرغم من المظاهر الجسدية، فهم جميعًا يتحدثون اللغات الأسترونيزية ويرتبطون وراثيًا بالفلبينيين الأسترونيزيين الآخرين. سميت جزيرة نيجروس من بعدهم. دخل مصطلح Negrito في الاستخدام العلمي في اللغة الإنجليزية بناءً على الاستخدام الأصلي للغة الإسبانية / الفلبينية للإشارة إلى السكان المتشابهين في جنوب وجنوب شرق آسيا. ومع ذلك، فقد تم التشكيك في مدى ملاءمة استخدام الكلمة لتجميع الأشخاص ذوي المظاهر الجسدية المتشابهة حيث تظهر الأدلة الجينية أنه ليس لديهم أصل مشترك وثيق.

### اللغات الأخرى

#### إيطالي
في الإيطالية، negro كان الشكل القديم لصفة nero ؛ على هذا النحو، لا يزال من الممكن العثور على النموذج السابق في النصوص الأدبية أو في الألقاب (راجع. اسم العائلة باللغة الإنجليزية أسود)، في حين أن الشكل الأخير هو الوحيد المستخدم حاليًا. ومع ذلك، يمكن أيضًا استخدام الكلمة كاسم وفي نقطة معينة تم استخدامها بشكل شائع كمصطلح مكافئ للغة الإنجليزية الزنجي ، ولكن بدون دلالة هجومية. ومع ذلك، تحت تأثير الثقافات الناطقة باللغة الإنجليزية، بحلول السبعينيات من القرن الماضي، تم استبدالها بـ nero و di colore . اعتبر نيرو أفضل ترجمة للكلمة الإنجليزية أسود ، بينما دي كولور هو ترجمة مستعارة للكلمة الإنجليزية الملونة.
يعتبر الاسم مسيئًا اليوم،  ولكن لا يزال من الممكن العثور على بعض الشهادات على الاستخدام السابق.
في القانون الإيطالي، القانون رقم 654 المؤرخ 13 تشرين الأول / أكتوبر 1975 (المعروف باسم «قانون ريال»)، بصيغته المعدلة بالقانون رقم 205 المؤرخ 25 حزيران / يونيه 1993 (المعروف باسم «قانون مانشينو») والقانون رقم 85 المؤرخ 24 شباط / فبراير 2006، يجرم التحريض على التمييز العنصري نفسه، والتحريض على العنف العنصري نفسه، والترويج للأفكار القائمة على التفوق العنصري أو الكراهية العرقية أو العنصرية وإنشاء أو إدارة أو المشاركة في أو دعم أي منظمة أو جمعية أو حركة أو جماعة هدفها التحريض على التمييز العنصري أو العنف. كما أشار مجلس أوروبا في تقريره لعام 2016، «لا تتضمن صياغة قانون ريالي اللغة كأساس للتمييز، ولا يُدرج لون [الجلد] كأساس للتمييز». ومع ذلك، أعلنت المحكمة العليا، بتأكيدها لقرار صادر عن محكمة أدنى، أن استخدام مصطلح الزنجي في حد ذاته، إذا كان له نية هجومية واضحة، يمكن أن يعاقب عليه القانون،  ويعتبر عاملاً مشددًا للعقوبة في الملاحقة الجنائية.

#### فرنسي

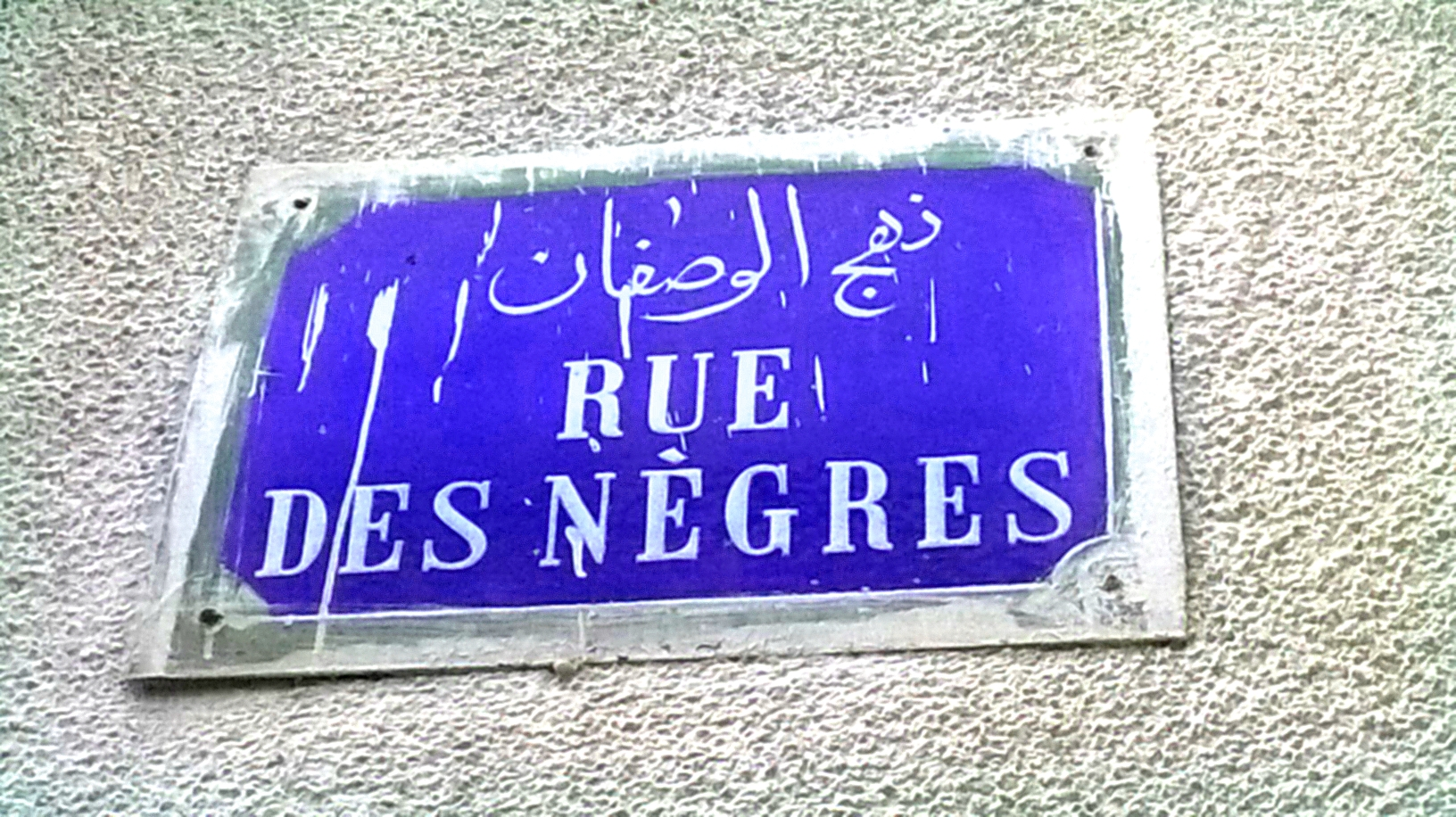
لوحة شارع في مدينة تونس تظهر، باللغتين العربية والفرنسية، شارع الزنوج.

في اللغة الفرنسية، المفهوم الوجودي زنوجة («السواد») تم تطويره من قبل السياسي السنغالي ليوبولد سيدار سنغور. لا يزال من الممكن استخدام الكلمة كمرادف لكلمة «حبيبة» في بعض أغاني الكريول الفرنسية التقليدية في لويزيانا. كلمة nègre كمصطلح عنصري لم يعد محبوبًا في نفس الوقت تقريبًا مثل الزنجي الإنجليزي المكافئ له. لقد تحول استخدامه في الفرنسية اليوم (nègre littéraire) تمامًا، للإشارة إلى كاتب شبح (écrivain fantôme)، أي الشخص الذي يكتب كتابًا نيابة عن مؤلفه الاسمي، وعادة ما يكون من المشاهير غير الأدبيين. ومع ذلك، توصي إرشادات وزارة الثقافة الفرنسية (بالإضافة إلى الكيانات الرسمية الأخرى في المناطق الفرنكوفونية ) باستخدام مصطلحات بديلة.

#### الكريولية الهايتية
في الكريولية الهايتية، كلمة nèg (مشتق من الفرنسية nègre في إشارة إلى رجل ذو بشرة داكنة)، يمكن استخدامه أيضًا لأي رجل، بغض النظر عن لون البشرة، تقريبًا مثل المصطلحين "guy" أو «dude» في الإنجليزية الأمريكية.

### اللغات الجرمانية
الكلمة الهولندية neger كان يُعتبر مصطلحًا محايدًا، ولكن منذ بداية القرن الحادي والعشرين، أصبح يُنظر إليه بشكل متزايد على أنه مؤلم و / أو متعالي و / أو تمييزي. الإجماع بين خدمات المشورة اللغوية للحكومة الفلمنكية واتحاد اللغة الهولندية هو استخدام zwarte persoon / man / vrouw (شخص أسود / رجل / امرأة) للإشارة إلى العرق بدلاً من ذلك.
في الألمانية، Neger كان يُعتبر مصطلحًا محايدًا للسود، لكنه توقف تدريجياً عن الموضة منذ السبعينيات. Neger يُعتقد الآن في الغالب أنه مهين أو عنصري.
في الدنمارك، استخدام neger هو للنقاش. يجادل اللغويون وغيرهم بأن الكلمة لها إرث عنصري تاريخي يجعلها غير مناسبة للاستخدام اليوم. يستخدم كبار السن بشكل أساسي كلمة neger مع فكرة أنها كلمة محايدة توازي الزنجي . عدد قليل نسبيًا من الشباب يستخدمها، بخلاف الأغراض الاستفزازية، إدراكًا لتراجع قبول الكلمة.
باللغتين السويدية والنرويجية، neger اعتاد اعتباره مكافئًا محايدًا للزنجي . ومع ذلك، فإن المصطلح قد تلاشى تدريجياً بين أواخر الستينيات والتسعينيات.[بحاجة لمصدر]
في الفريزية الغربية، تعتبر كلمة نيجر إلى حد كبير مصطلحًا محايدًا للأشخاص السود ذوي الجذور الأفريقية. تعتبر كلمة نيكر (روح الماء الشريرة) مسيئة ومهينة، ولكنها ليست بالضرورة عنصرية بسبب التعريف التاريخي للمصطلح.

## في أماكن أخرى
في اللغة الفنلندية كلمة neekeri (cognate with negro) كان يعتبر لفترة طويلة مكافئًا محايدًا لكلمة "negro". في عام 2002، تحولت ملاحظات استخدام neekeri في Kielitoimiston sanakirja من «ينظر إليها على أنها مهينة من قبل البعض» إلى «مهينة بشكل عام». تم تغيير اسم العلامة التجارية الفنلندية الشهيرة من حلوى الخطمي المغطاة بالشوكولاتة من قبل الشركات المصنعة من Neekerinsuukko (أشعلت «قبلة الزنجي»، مثل النسخة الألمانية) إلى Brunbergin suukko («قبلة برونبيرج») عام 2001. وجدت دراسة أجريت على الفنلنديين الأصليين أن 90٪ من الأشخاص الذين تم بحثهم اعتبروا مصطلح neekeri و ryssä من بين أكثر الصفات ازدراء للأقليات العرقية.
باللغة التركية، zenci هو أقرب ما يعادل الزنجي . التسمية مشتقة من الزنج العربي لشعوب البانتو. يتم استخدامه عادة دون أي دلالة سلبية.
في المجرية، néger (ربما مشتق من معادلته الألمانية) لا يزال يعتبر أكثر المكافئ حيادية للزنجي. 
في روسيا، المصطلح негр (negr) شائع الاستخدام في الحقبة السوفيتية دون أي دلالة سلبية، واستمر استخدامه بهذا المعنى المحايد. في وسائل الإعلام الروسية الحديثة، يتم استخدام الزنجر بشكل أقل إلى حد ما. Чёрный (chyorny ، "black") كصفة تُستخدم أيضًا بمعنى محايد، وتنقل نفس المعنى مثل Negr ، كما في чёрные американцы (chyornye amerikantsy ، «الأمريكيون السود»). البدائل الأخرى للزنجر هي темнокожий (temnokozhy ، "dark-skinned")، чернокожий (chernokozhy ، "black-skinned"). يستخدم هذان النوعان كأسماء وصفات. انظر أيضا الأفرو-روسية .